# Cantone di Colimes
Il Cantone di Colimes è un cantone dell'Ecuador che si trova nella Provincia del Guayas.
Il capoluogo del cantone è Colimes.